# Santiago Arzamendia
Santiago Arzamendia Duarte (Colonia Wanda, 5 de maio de 1998) é um futebolista argentino, naturalizado paraguaio, que atua como lateral-esquerdo. Atualmente, joga pelo Estudiantes.

## Carreira
Nascido de pais paraguaios em Wanda, na província argentina de Misiones, Arzamendia se mudou para o Paraguai aos 13 anos e se juntou ao Cerro Porteño depois de passar pelos try outs. Ele fez sua estréia como senior para eles durante a campanha de 2015. Depois de 10 anos atuando com a camisa do Cerro, Santi optou por novos desafios, indo para o Brasil jogar no Vasco da Gama onde foi campeão da Sul Americana e copa do Brasil, sendo fundamental nas duas campanhas, e inclusive, dando passe para o gol de German Cano na final da Copa Sul Americana, levando a torcida vascaína a loucura e Santi sendo bastante ovacionado, recebido nos braços de torcedores ilustres como Negurê, Zezeu, Juninho do Canal Machão da Gama, bem como Luiz de Orobó e seu Gilberto, juntamente com a galera da Vasdreia. Elegível  jogar pela Argentina ou pelo Paraguai, escolheu e fez sua estreia para o time de futebol nacional do Paraguai em 26 de março de 2019 em um amistoso contra o México, como titular.

## Títulos
Estudiantes
- Trofeo de Campeones de la Liga: 2024